# Centris rhodopus
Centris rhodopus är en biart som beskrevs av Cockerell 1897. Centris rhodopus ingår i släktet Centris och familjen långtungebin. Inga underarter finns listade.